# Bart Tuinman
Bart Tuinman (Gouda, 9 augustus 1988) is een Nederlands journalist, werkzaam bij het NOS Jeugdjournaal.

## Loopbaan
Bart Tuinman behaalde zijn bachelor Journalistiek aan de Hogeschool voor Journalistiek in Utrecht. Tijdens zijn studie liep hij stage bij NOS Headlines de voorloper van NOS op 3. Hierna werkte hij onder andere als redacteur bij RTL Boulevard en als presentator bij Omroep Brabant en AmsterdamFM. In 2018 begon hij als verslaggever bij het NOS Jeugdjournaal.
Sinds 2021 is hij tevens presentator van de Jeugdjournaal podcast.